# Prins Christian Sund
El Prins Christian Sound (del danès: «Braç de mar príncep Cristià»; en groenlandès: Ikerasassuaq) és un braç de mar situat al sud de Groenlàndia.
Separa el continent de Sammisoq (illa de Cristià IV) i altres illes de l'arxipèlag del Cap Farewell, prop del Cap Farvel, a la punta més al sud de Groenlàndia. El nom va ser donat en honor del príncep, més tard el rei Cristià VIII de Dinamarca.

## Geografia
El Prins Christian Sund connecta el mar de Labrador amb el mar d'Irminger. Té uns 64 km de longitud i 2-4 km d'ample. Només hi ha un poblat al llarg d'aquest braç de mar, Aappilattoq.
|  |  |

El llarg sistema de fiords està majoritàriament envoltat de muntanyes escarpades que superen els 1.200 m d'alçada. Moltes glaceres es dirigeixen directament a les seves aigües creant icebergs. Sovint hi ha fortes corrents de marees que limiten la formació de gel. Té moltes ramificacions, com el fiord Kangerluk a mig camí cap al nord, el fiord Ikeq al sud, i a l'oest el fiord Ilua, el fiord Ikerasaq (Akuliarutsip Imaa), el fiord Utoqqarmiut (Pamialluup Kujatinngua) i el fiord Torsukattak.

## Turisme
El Prins Christian Sund ofereix bells paisatges, i diverses vegades tots els creuers d'estiu passen per aquest braç de mar, de vegades tan gran com l'Eurodam.

## Clima
El clima predominant és l'anomenat clima de tundra. La classificació climàtica de Köppen és ET. La temperatura mitjana anual al Prins Christian Sund és de 0,6 °C.
| Mesos                  | gen       | feb       | mar       | abr       | mai      | jun      | jul      | ago      | set      | oct      | nov       | des       | any     |
| ---------------------- | --------- | --------- | --------- | --------- | -------- | -------- | -------- | -------- | -------- | -------- | --------- | --------- | ------- |
| Mitjana de les màximes | -1,9°C    | -1,8°C    | -1,3°C    | 1,5°C     | 4,4°C    | 7,3°C    | 9,8°C    | 9,6°C    | 6,9°C    | 3,5°C    | 0,6°C     | -0,9°C    | 3,1°C   |
| Mitjana de les mínimes | -6,2°C    | -6,3°C    | -5,9°C    | -3,5°C    | -0,6°C   | 1,2°C    | 3,3°C    | 3,3°C    | 1,9°C    | -0,7°C   | -3,4°C    | -5,1°C    | -1,8°C  |
| Pluja                  | 262mm     | 246mm     | 205mm     | 227mm     | 175mm    | 136mm    | 129mm    | 173mm    | 233mm    | 219mm    | 227mm     | 251mm     | 2483mm  |
| Neu                    | 16,6 dies | 15,8 dies | 15,0 dies | 13,6 dies | 7,8 dies | 1,8 dies | 0,2 dies | 0,1 dies | 3,0 dies | 9,1 dies | 13,5 dies | 14,6 dies | 111,1mm |